# Brecht (Belgia)
Brecht – miejscowość i gmina (gemeente) w Belgii, w Regionie Flamandzkim, w prowincji Antwerpia, w okręgu Antwerpia. 1 stycznia 2024 roku zamieszkana przez 30 610 osób.

## Demografia
| Rok                | 1806  | 1856  | 1900  | 1930  | 1970   | 1990   | 2020   | 2024   |
| ------------------ | ----- | ----- | ----- | ----- | ------ | ------ | ------ | ------ |
| Liczba mieszkańców | 2.587 | 4.066 | 6.238 | 9.473 | 13.208 | 20.172 | 29.454 | 30.610 |

## Podział administracyjny
W skład gminy wchodzą dwie dzielnice (deelgemeente):
- Sint-Job-in-’t-Goor (Saint-Job-in-’t-Goor)
- Sint-Lenaarts (Saint-Léonard)